# 1840
1840 (MDCCCXL) a fost un an bisect al calendarului gregorian, care a început într-o zi de miercuri.

## Evenimente

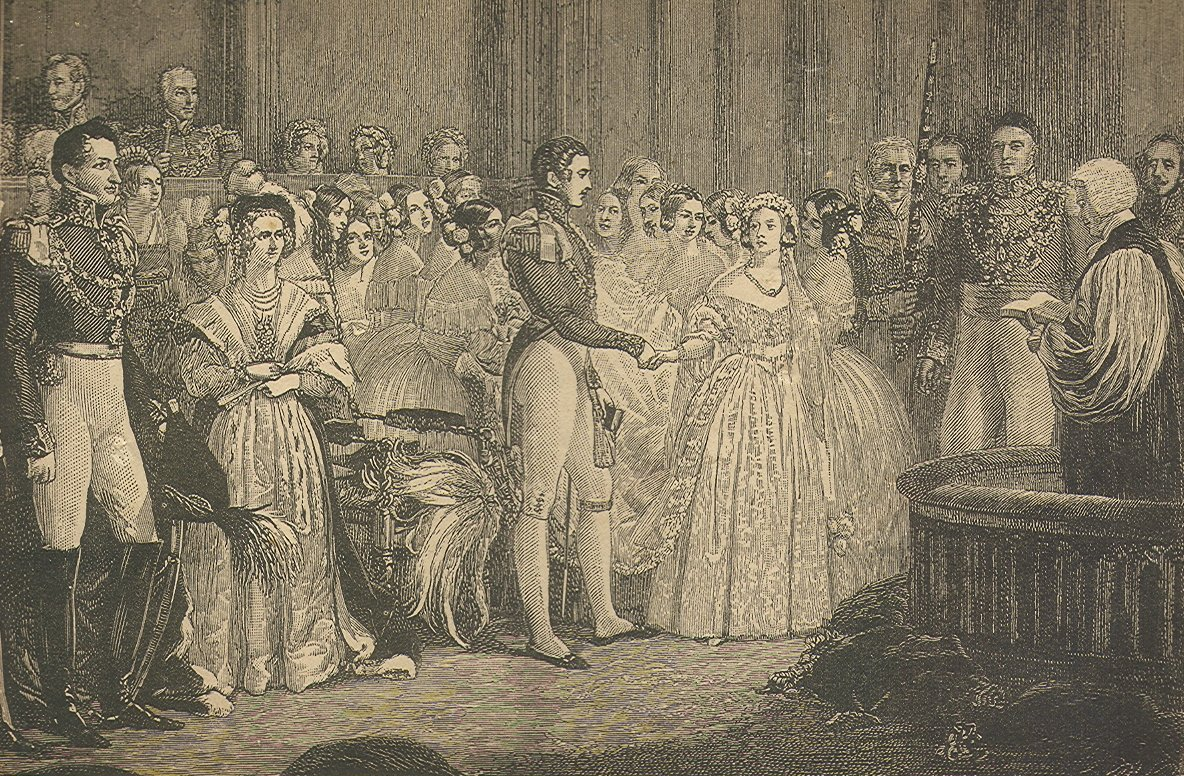
Căsătoria reginei Victoria cu prințul Albert de Saxa Coburg-Gotha.

### Ianuarie
- 1 ianuarie: Adoptarea definitivă a sistemului metric în Franța.
- 20 ianuarie: Exploratorul francez Dumont D'Urville descoperă Ținutul Adélie (Antarctica).

### Februarie
- 10 februarie: Regina Victoria a Marii Britanii se căsătorește cu prințul Albert de Saxa Coburg-Gotha.

### Martie
- 1 martie: Adolphe Thiers devine prim-ministru al Franței.

### Mai
- 6 mai: Poșta britanică emite primul timbru poștal adeziv; acesta poartă efigia Reginei Victoria.
- 21 mai: Noua Zeelandă este declarată colonie britanică.

### Iunie
- 4 iunie: Începutul domniei regelui Frederic Wilhelm al IV-lea al Prusiei (până în 1861).

### Octombrie
- 7 octombrie: Willem al II-lea devine rege al Țărilor de Jos.

### Decembrie
- 7 decembrie: David Livingstone părăsește Marea Britanie pentru Africa.
- 15 decembrie: Corpul lui Napoleon este amplasat în Hotel des Invalides din Paris.

## Arte, știință, literatură și filozofie
- Adolphe Sax inventeză saxofonul.
- Alexis de Tocqueville scrie volumul 2 din Democracy in America.
- Apare la Iași revista Dacia literară sub redacția lui Mihail Kogălniceanu.
- Costache Negruzzi publică nuvela Alexandru Lăpușneanul.
- Edgar Allan Poe scrie Tales of the Grotesque and Arabesque.
- James Prescott Joule publică Legea Joule, care se enunță astfel: cantitatea de căldură dezvoltată într-un conductor, prin care trece curent electric, este direct proporțională cu pătratul curentului electric și al rezistenței electrice a conductorului.
- Alexandre-Edmond Becquerel arată că lumina poate iniția reacții chimice care produc un curent electric.
- Giovanni Battista Amici construiește un microscop cu imersie în ulei⁠(d).
- John William Draper⁠(d) realizează cea mai veche fotografie care a rezistat trecerii timpului.[1]
- Opera La Fille du Regiment de Gaetano Donizetti are premiera la Paris.

## Nașteri
- 23 ianuarie: Ernst Karl Abbe, fizician german (d. 1905)
- 11 februarie: Lajos Abafi (n. Ludwig Aigner), scriitor, editor, istoric literar, entomolog și francmason maghiar de origine germană (d. 1909 )
- 15 februarie: Titu Maiorescu, critic literar român, fondatorul Junimii, al Societății Academice Române și președinte al Consiliului de Miniștri (d. 1917)
- 21 februarie: Murad al V-lea, sultan otoman, fiul lui Abdul-Medjid (d. 1904)
- 2 aprilie: Émile Zola (n. Émile Édouard Charles Antoine Zola), romancier și critic francez (d. 1902)
- 20 aprilie: Odilon Redon, pictor simbolist și litograf francez (d. 1916)
- 25 aprilie: Piotr Ilici Ceaikovski, compozitor rus (d. 1893)
- 13 mai: Alphonse Daudet, nuvelist și romancier francez (d. 1897)
- 2 iunie: Thomas Hardy, scriitor englez (d. 1928)
- 7 iunie: Charlotte a Belgiei, soția împăratului Maximilian I al Mexicului (d. 1927)
- 24 iunie: Avram Goldfaden, poet, dramaturg și actor rus de origine evreiască (d. 1908)
- 30 septembrie: Johan Svendsen, compozitor norvegian (d. 1911)
- 12 noiembrie: Auguste Rodin, sculptor francez (d. 1917)
- 14 noiembrie: Claude Monet, pictor francez (d. 1926)
- 21 noiembrie: Prințesa Victoria a Marii Britanii, împărăteasa Germaniei, fiica reginei Victoria (d. 1901)
- 22 noiembrie: Émile Lemoine, matematician francez (d. 1912)

## Decese
- 10 ianuarie: Prințesa Elisabeta a Regatului Unit, 69 ani, a treia fiică a regelui George al III-lea al Regatului Unit (n. 1770)
- 22 ianuarie: Johann Friedrich Blumenbach, 87 ani, antropolog și biolog german (n. 1752)
- 18 februarie: Elisabeth Christine de Brunswick-Lüneburg, 93 ani, prima soție a regelui Frederic Wilhelm al II-lea al Prusiei (n. 1746)
- 2 martie: Heinrich Wilhelm Olbers (n. Heinrich Wilhelm Matthäus Olbers), 81 ani, astronom, medic și fizician german (n. 1758)
- 25 aprilie: Siméon Denis Poisson, 58 ani, matematician și fizician francez (n. 1781)
- 7 mai: Caspar David Friedrich, 65 ani, artist plastic german (n. 1774)
- 27 mai: Nicolo Paganini, 57 ani, violonist și compozitor italian (n. 1782)
- 7 iunie: Regele Frederic Wilhelm al III-lea al Prusiei, 69 ani (n. 1770)
- 29 iunie: Lucien Bonaparte (n. Luciano Buonaparte), 65 ani, fratele mai mic al lui Napoleon Bonaparte (n. 1775)
- 13 iulie: Ducesa Charlotte Frederica de Mecklenburg-Schwerin (n. Charlotte Friederike), 55 ani, prima soție a regelui Christian al VIII-lea al Danemarcei (n. 1784)
- 15 septembrie: Maria Beatrice de Savoia (n. Maria Beatrice Vittoria Giuseppina di Savoia), 47 ani, ducesă de Modena (n. 1792)
- 22 septembrie: Prințesa Augusta Sofia a Regatului Unit, 71 ani, a doua fiică a regelui George al III-lea al Regatului Unit (n. 1768)
- 25 septembrie: Étienne Jacques Joseph Alexandre MacDonald, 74 ani, mareșal francez (n. 1765)
- 11 decembrie: Kōkaku, 69 ani, al 119-lea împărat al Japoniei (1780-1817), (perioada Edo), (n. 1771)